# Paní Ťi
Paní Ťi (čínsky pchin-jinem Jǐ, znaky zjednodušené 纪, tradiční 紀; † 1475), nebo možná Li (李), posmrtným jménem císařovna Siao-su (čínsky v českém přepisu Siao-su chuang-chou, pchin-jinem Xiàosù huánghòu, znaky 孝肅皇后), byla jedna z konkubín Čcheng-chuy, císaře čínské říše Ming, a matka císaře Chung-č’a.

## Život
Roku 1467 armáda čínské říše Ming provedla trestnou expedici proti neposlušným jaoským kmenům v provincii Kuang-si. Někteří zajatci a zajatkyně se stali sluhy v Zakázaném městě, mezi nimi i jistá dívka příjmením Ťi. Některé prameny uvádějí její příjmení jako Li (李).
Roku 1469 se seznámila s císařem Čcheng-chuou a otěhotněla. Její těhotenství odhalila paní Wan, císařova oblíbená konkubína, která se bála ztráty postavení, kdyby jiná žena dala císařovi syna. Rozkázala proto eunuchům, aby paní Ťi podali prostředek vyvolávající potrat. Eunuchové příkaz nesplnili a naopak dítě i jeho matku ukryli v komnatách bývalé Čcheng-chuovy císařovny Wu. Tam paní Ťi 30. července 1470 porodila chlapce. Tajemství zůstalo skryto do června 1475, kdy císaře stěžujícího si ho, že v osmadvaceti letech ještě nemá dědice, přítomný zasvěcený eunuch z náhlého popudu upozornil na existenci pětiletého syna. Nadšený císař syna uznal a přemístil do bezpečí pod ochranu své matky, císařovny vdovy Čou. Chlapec dostal jméno Ču Jou-tchang.
O měsíc později paní Ťi zemřela za podezřelých okolností. Podle některých historiků (např. Fredericka Moteho) byla otrávena agentem paní Wan. Císař se poté odstěhoval z paláce obývaného paní Wan a svého dědice před paní Wan chránil. Císařovna vdova Čou Ču Jou-tchanga dokonce varovala, aby při návštěvách paní Wan nic nejedl ani nepil. Ču Jou-tchang se stal korunním princem a po Čcheng-chuově úmrtí císařem.
Paní Ťi obdržela posmrtné jméno Kung-kche čuang-si (恭恪莊僖). Její syn ji po svém nástupu na trůn povýšil na císařovnu udělením posmrtného jména Siao-mu cch’-chuej kung-kche čuang-si čchung-tchien čcheng-šeng čchun chuang-chou (孝穆慈慧恭恪莊僖崇天承聖純皇后), zkráceně císařovna Siao-mu (孝穆皇后); roku 1536 císař Ťia-ťing její posmrtné jméno zkrátil na Siao-mu cch’-chuej kung-kche čuang-si čchung-tchien čcheng-šeng chuang-chou (孝穆慈慧恭恪莊僖崇天承聖皇后).